# Abborrtjärnen (Bjuråkers socken, Hälsingland, 687290-154871)
Abborrtjärnen är en sjö i Hudiksvalls kommun i Hälsingland och ingår i Harmångersåns huvudavrinningsområde. Sjön har en area på 0,0681 kvadratkilometer och ligger 175,2 meter över havet.

## Delavrinningsområde
Abborrtjärnen ingår i det delavrinningsområde (687142-154891) som SMHI kallar för Utloppet av Matsbosjön. Medelhöjden är 190 meter över havet och ytan är 6,49 kvadratkilometer. Räknas de 13 avrinningsområdena uppströms in blir den ackumulerade arean 104,92 kvadratkilometer. Gimmaån (Lingån) som avvattnar avrinningsområdet har biflödesordning 2, vilket innebär att vattnet flödar genom totalt 2 vattendrag innan det når havet efter 44 kilometer. Avrinningsområdet består mestadels av skog (85 procent). Avrinningsområdet har 0,51 kvadratkilometer vattenytor vilket ger det en sjöprocent på 7,8 procent.